# Les Vampires de Venise
Les Vampires de Venise (The Vampires of Venice) est le sixième épisode de la cinquième saison de la deuxième série de la série télévisée britannique de science-fiction Doctor Who. Le Docteur, accompagné d'Amy et son fiancé Rory, y est aux prises avec des vampires extra-terrestres dans la Venise de la fin du XVIe siècle.

## Synopsis
Conscient que voyager avec lui entraîne trop souvent la destruction des vies de ses compagnons et de leurs relations affectives sur Terre, le Docteur décide d'emmener Amy et son fiancé Rory pour un voyage romantique afin de renouer leurs liens. Le TARDIS arrive à Venise en 1580, mais son équipage découvre rapidement que tout ne va pas pour le mieux. Selon les citoyens de la ville, la peste menace. La Cité des Doges a été mise en quarantaine par ordre du protecteur de la ville, la Signora Rosanna Calvierri.
Le Docteur se rend au Palais Calvierri, où il découvre que Rosanna dirige une école très recherchée d'éducation de jeunes filles. Cependant, sous les yeux du Docteur, un charpentier vénitien appelé Guido, qui a fait entrer sa fille Isabella dans cette école quelques jours plus tôt, essaie de faire sortir sa fille de l'école. Après que Guido a été chassé par les gardes, le Docteur le suit et apprend que quelque chose de mauvais se déroule à l'école, car sa fille ne l'a pas reconnu, et les jeunes filles qui l'ont chassé avaient le visage d'un animal.
Pendant ce temps, Amy et Rory, tentant de renouer, entendent un cri et se précipitent sur les lieux pour découvrir le fils de Rosanna, Francesco Calvierri, suçant le sang du cou d'une petite fleuriste. Tandis que Rory soigne la jeune femme, Amy se lance à la poursuite de Francesco, mais perd sa trace tandis qu'il tourne dans une ruelle qui donne sur le canal. Au même moment, avec l'aide de Guido, le Docteur parvient à pénétrer dans l'école, où il est encerclé par cinq magnifiques jeunes filles. Remarquant que ces beautés n'ont pas de reflet dans un miroir, et voyant que leurs dents sont des crocs recourbés, le Docteur s'échappe précipitamment et annonce le problème à Amy, Rory et Guido : il y a des vampires à Venise.
Puisqu'il faut accéder à l'école, Amy suggère de se faire passer pour une orpheline en difficulté, afin d'y être recrutée et d'ouvrir la porte au Docteur et ses amis. Malgré la répugnance que lui inspire cette idée, le Docteur accepte avec réticence ; cependant Amy est découverte alors qu'elle ouvre une trappe d'accès pour ses amis et est emmenée dans une salle par Rosanna, Francesco et les autres filles pour subir la conversion. Alors qu'ils se glissent dans l'école, le Docteur et Rory trouvent le cadavre desséché d'une femme ; le Docteur émet la théorie que toutes les filles ne parviennent pas à survivre au processus de conversion en vampire, et Rory dit avec colère au Docteur que le plus grand danger qu'il représente pour ses compagnons est le fait qu'il amène ses compagnons à se mettre en danger afin d'essayer de l'impressionner. Heureusement, le Docteur et Rory, grâce à l'aide d'Isabella, parviennent à sauver Amy et à s'échapper. Hélas, Isabella est reprise et exécutée : jetée par les hommes de Rosanna dans le canal, des créatures s'en saisissent et la noient pour la dévorer.
Le Docteur retourne à l'école et se confronte à Rosanna. Il découvre qu'elle est une Saturnynienne, une race d'extra-terrestres aquatiques. Les caractères vampiriques qu'ils présentent sont le résultat de la dentition naturelle de cette espèce et de leur aversion naturelle pour la lumière (ce sont des créatures des profondeurs). Le filtre de perception qu'ils portent leur donne une apparence humaine en manipulant les ondes cérébrales ce qui est redondant quand ils sont vus dans un miroir, d'où l'absence de reflet. Rosanna explique que la planète de son peuple, Saturnyne, a été perdue quand « il y a eu des failles ». Ils cherchaient refuge dans un océan, mais après avoir franchi l'une d'elles, elle s'est refermée derrière eux, les laissant prisonniers dans la Venise du XVIe siècle. Quand le Docteur annonce qu'il vient de Gallifrey, Rosanna propose une alliance, mais le Docteur, se souvenant de la fin horrible d'Isabella, refuse et part. Rosanna annonce qu'elle « dompterait les cieux » pour sauver sa race, et ordonne aux filles de tuer le Docteur et ses compagnons.
Chez Guido, le Docteur comprend que les Saturnyniens ont décidé de rendre Venise habitable pour leur espèce en submergeant la ville. Le but de l'école de Rosanna était d'attirer des filles qui seraient converties en Saturnyniennes, les femelles de l'espèce, puisque seuls Rosanna et ses descendants mâles ont survécu à la chute à travers le temps. À ce moment, les filles Calvierri, qui ont achevé leur transformation en Saturnyniennes, attaquent la maison, mais Guido permet au Docteur, à Amy et à Rory de s'échapper en faisant exploser les barils de poudre qu'il a volés à l'Arsenal de Venise où il travaille. Son sacrifice tue les filles. Pendant ce temps, Rosanna active le système qui déclenche une énorme tempête sur Venise. Le Docteur comprend que la tempête va déclencher des tremblements de terre et des tsunamis qui vont couler la ville. Le Docteur annonce à Rosanna que toutes les Saturnyniennes qu'elle avait créées à partir d'humaines sont mortes. Avec l'aide d'Amy et Rory, il désactive le dispositif, sauvant Venise. Vaincue, Rosanna se jette dans le canal pour rejoindre sa descendance vouée à l'extinction, mais non sans avoir tourmenté le Docteur avec l'idée qu'il est à présent responsable de l'extinction de deux espèces, les Saturnyniens et les Seigneurs du Temps.
À la suite de ces aventures, Amy et le Docteur invitent Rory à continuer à voyager avec eux à bord du TARDIS, mais alors que le Docteur et Rory sont sur le point d'y entrer, le silence s'abat sur Venise. Troublé, le Docteur se souvient des paroles de Rosanna : « Il y a eu des failles (...), d'autres ouvraient sur le silence, et la fin de toutes choses... »

## Distribution
- Matt Smith : Onzième docteur
- Karen Gillan : Amy Pond
- Arthur Darvill : Rory Williams
- Helen McCrory – Rosanna
- Lucian Msamati (en) – Guido
- Alisha Bailey – Isabella
- Alex Price – Francesco
- Gabriella Wilde, Hannah Steele, Elizabeth Croft, Sonila Vieshta, Gabriella Montaraz – Les filles vampires
- Michael Percival – Inspecteur
- Simon Gregor – Intendant

### Version française[2]
- Société: Dubbing Brothers
- Adaptation: Chantal Bugalski
- Direction Artistique: David Macaluso
- Mixage: Marc Lacroix

Avec les voix de :
- Marc Weiss : Le Docteur
- Audrey d'Hulstère : Amy Pond
- Xavier Elsen : Rory Williams
- Claire Beugnies : Isabella
- Rosalia Cuevas : Rosanna
- Olivier Cuvellier : L'intendant
- Martin Spinhayer : Guido
- Sébastien Kempenaers : Francesco
- Antonin van Dorslaer : L'inspecteur
- Nathalie Hons : Matrone
- Naïma Ostrowski : Bianca

## Continuité
- Occurrence des fissures : On voit que les fissures dans l'espace temps ont fait leur première victime, en l'occurrence la planète des Saturnyniens. Tout comme le Prisonnier zéro dans « Le Prisonnier zéro », Rosanna parle du silence qui va arriver.
- Le Docteur et Rory reparlent du baiser qu'Amy a donné au Docteur dans Le Labyrinthe des Anges.
- Le Docteur exhibe une carte de bibliothèque du quartier de Shoreditch, portant la photo du 1er Docteur.
- Le Docteur dit que l'absence de reflet dans le miroir lui rappelle Houdini. Ce n'est pas la première fois qu'il dit l'avoir rencontré (« Le Chant des Oods » ou « Dreamland »).